# Fauvel AV.36

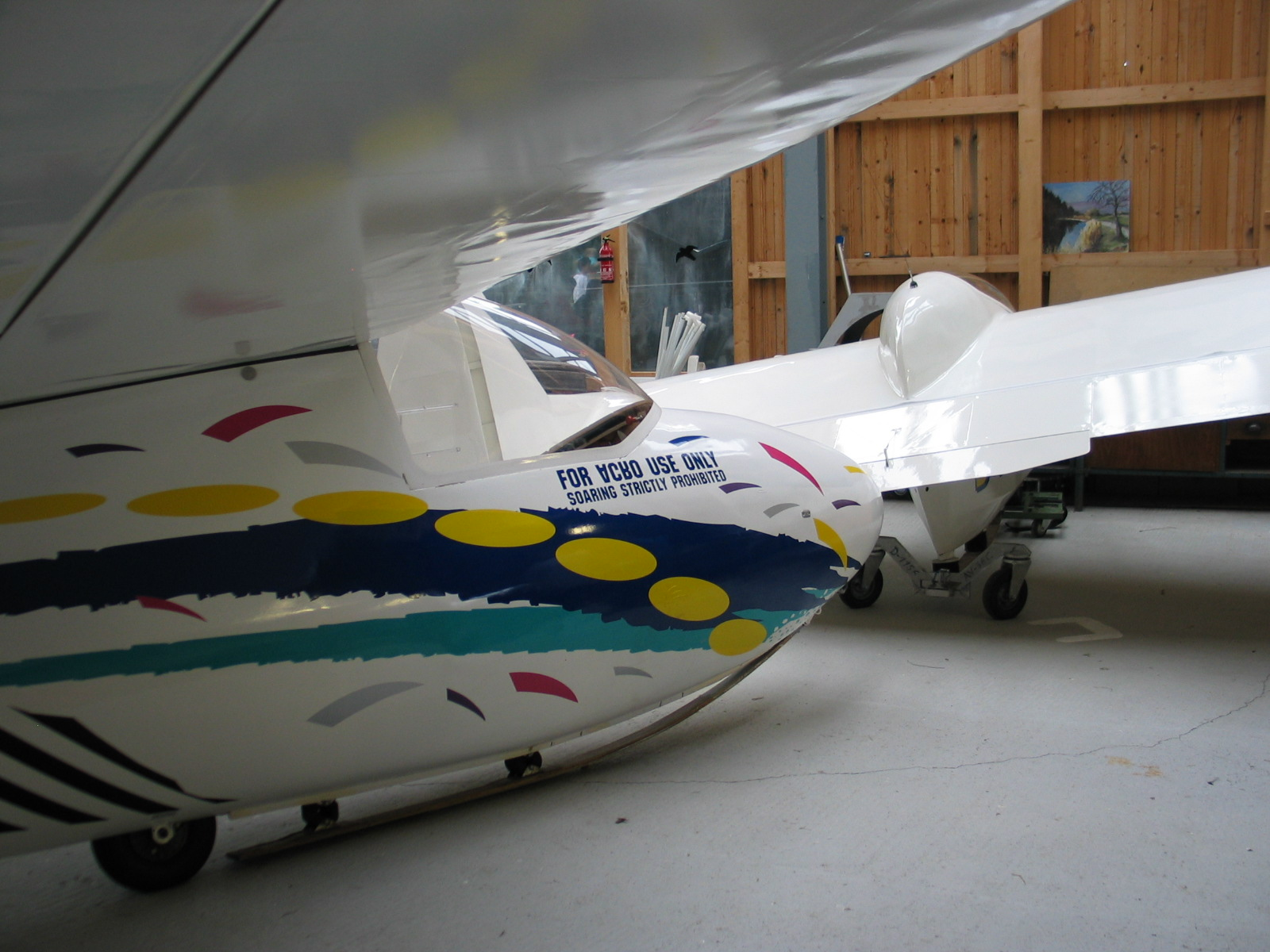
Ursprüngliches Höhenruder mit durchgehender Trimmklappe

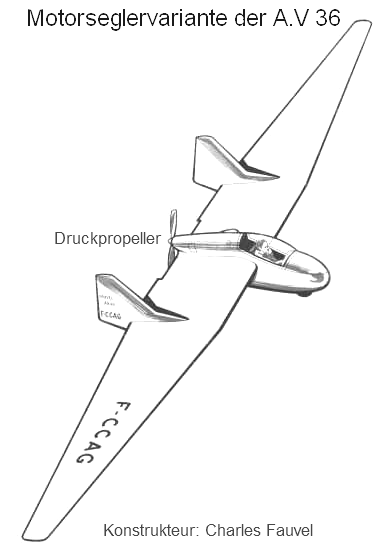
Motorsegler AV.45

Die Fauvel AV.36/AV.361 ist ein einsitziges schwanzloses als Mitteldecker ausgelegtes Segelflugzeug, das in den 1950er-Jahren von Charles Fauvel entworfen wurde. Die Bezeichnung „AV“ in AV.36 steht für „Aile Volante“ (wörtlich „fliegender Flügel“, mit der Bedeutung Nurflügelflugzeug). Wegen der beiden Seitenleitwerke wird die AV.36 jedoch nicht als echter Nurflügler betrachtet, obwohl sie Flugstabilität und Auftrieb ausschließlich durch die Flügelgeometrie erzeugt. Erstflug war am 31. Dezember 1951 in Frankreich.

## Baubeschreibung
Die leichte einsitzige Holzkonstruktion mit Stoffbespannung besteht aus einem tropfenförmigen kurzen Rumpf und einem ungepfeilten Rechteck-Trapezflügel mit dem S-Schlag-Profil Fauvel F2 17 %. Die Tragflächen sind starr mit dem Rumpfteil verbunden und können nicht abgenommen werden. Das Höhenruder und die Seitenruder sind ein Teil des Flügelmittelstückes. Zusätzlich zu den beiden Querrudern hat der Flügel noch zwei Bremsklappen, die sich nur an der Flügelunterseite außerhalb der Seitenflossen befinden.
Gegenüber anderen bekannten schwanzlosen Flugzeugen verfügte die AV.36 über ausgesprochen gute Flugeigenschaften. Die sonst bei normalen Rumpfflugzeugen gegebene Längsstabilität wurde bei der AV.36 durch das besondere Flügelprofil mit hochgezogener Hinterkante gewährleistet. Für den Landtransport auf einem Anhänger wird die AV.36 in Längsrichtung verladen und die beiden Seitenruder an die Tragfläche angeklappt, die Transportbreite beträgt dann 2,38 Meter.
Für den Windenstart oder auch Flugzeugschlepp verfügt die AV.36 über zwei Schwerpunktkupplungen (sog. Seitenwand-Kupplungen), die links und rechts am Rumpf angebracht sind und über ein kurzes V-Seil (Gabelseil) mit dem eigentlichen Schleppseil verbunden wird. Die V-Anordnung ist auf Grund der fehlenden Längsstabilität in der Anfangsphase des Schleppvorganges erforderlich, um ein seitliches Ausbrechen der Maschine zu verhindern.
Sie ist einfach zu fliegen und fand deshalb vielfach auch als Übungsflugzeug in Luftsportvereinen Verwendung. Darüber hinaus bewährte sie sich im Kunstflug. Bei Flugtagen ist die AV.36 noch heute eine besondere Attraktion im Kunstflugprogramm.
Von der AV.36 wurden auch Motorsegler hergestellt, die mit einem Motor zwischen den Seitenleitwerken und mit Druckpropeller ausgerüstet wurden. In Deutschland wurde von der Bölkow GmbH ein motorisiertes Einzelexemplar mit der Typenbezeichnung AV.36 Cm gebaut, das wegen der Propellerwelle ein geteiltes Höhenruder erhielt. Diese Modifikation erhielten auch die Weiterentwicklungen AV.361 und AV.45 (Motorsegler) wegen der verlängerten und aerodynamisch günstiger gestalteten Rumpfgondel. Bei der ursprünglichen Version mit durchgehendem Höhenruder war nach der Einführung einer einteiligen Kabinenverglasung teilweise ein Schütteln im Höhenruder aufgetreten, weswegen hinter der Haube ein sogenannter Glättungsring angebracht werden musste (siehe Bild links).
Die Variante AV.361 hatte 13 m Spannweite und zudem teilweise etwas veränderte Seitenleitwerke, die etwas zurückgepfeilt und etwas eckiger gestaltet wurden. Dadurch stieg die Gleitzahl auf 28. Diese Seitenleitwerke wurden auch bei der Motorsegler-Version AV.45 verwendet (siehe Zeichnung rechts).

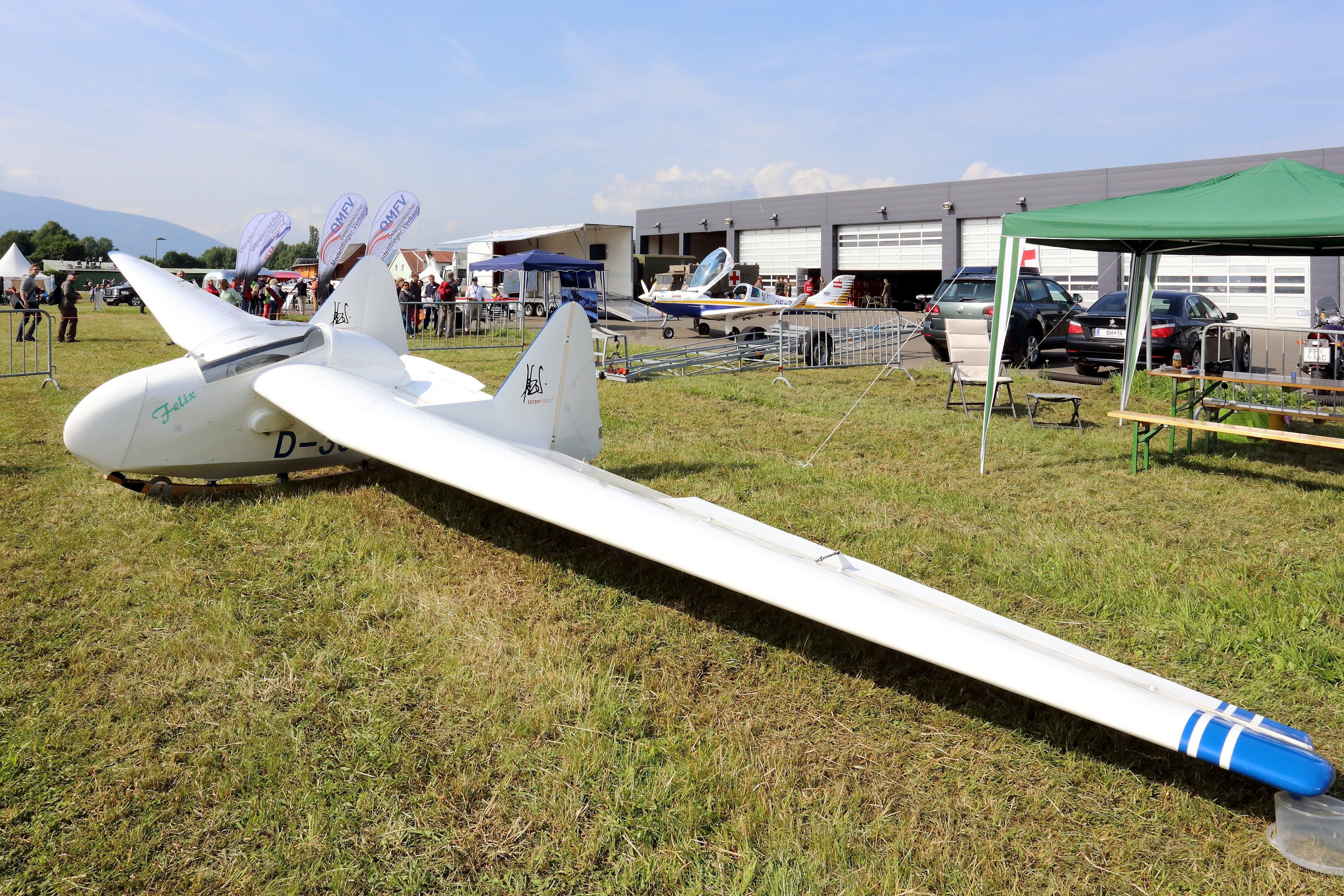
Ursprüngliche Fauvel AV.36 mit durchgehendem Höhenruder, „Glättungsring“ und Seitenwandkupplungen (2013)

Letzter Spross der Flugzeugfamilie war die AV.451 mit 15 m Spannweite und einem Laminarprofil Wortmann FX 66-H-159, die eine Gleitzahl von 32 erreichte. Damit bewegte sie sich leistungsmäßig etwa im Bereich vergleichbarer (Rippenbauweise, Laminarprofil, 15 m Spannweite) Normalsegelflugzeuge wie etwa der Schleicher Ka 6e oder der Scheibe SF 27.
Bis 1997 entstanden über 150 Exemplare in verschiedenen Ländern, die genaue Anzahl kann nicht beziffert werden. Die Baupläne für die AV.36 haben sich seit dem Tod von Fauvel im Jahre 1979 kaum geändert. Heute noch werden Baupläne und Teilbausätze von einer kanadischen Firma angeboten. Das Luftfahrt-Bundesamt sperrte am 11. Oktober 2016 als Reaktion auf einen Unfall nach dem Bruch des Hauptholms im Flug alle deutsch registrierten AV.36 für den Flugbetrieb. In die Unfalluntersuchung einbezogen wurden zwei tödlich verlaufene Abstürze aus den Jahren 1980 und 1983. Nach der Untersuchung der Unfallursachen, die ein Strukturversagen im Bereich des Höhenruderleitholms ergab, wurde die Sperre im September 2018 ersetzt durch die Anforderung, die Struktur des betreffenden Teils zu verstärken.

## Varianten in Deutschland
- AV.36 C – Segelflugzeug ab 1957
- AV.36 CR – Segelflugzeug ab 1958
- AV.36 Cm – Motorsegelflugzeug, Einzelexemplar D-KDAZ, später zum Segler zurückgebaute D-1753

## Technische Daten
| Kenngröße              | Daten (D-6200 Seriennr: 222) |
| ---------------------- | ---------------------------- |
| Besatzung              | 1                            |
| Länge                  | 3,17                         |
| Spannweite             | 11,95 m                      |
| Flügelfläche           | 14,23 m²                     |
| Leermasse              | 125 kg                       |
| Startmasse             | 225 kg                       |
| Minimalgeschwindigkeit | 55 km/h                      |
| Höchstgeschwindigkeit  | 205 km/h                     |
| Gleitzahl              | 24 bei 82 km/h               |
| Verwendung             | Übungsflüge, Kunstflug       |